# Hádegishnúkur (bergstopp i Island)
Hádegishnúkur är en bergstopp i republiken Island. Den ligger i regionen Västfjordarna, 240 km norr om huvudstaden Reykjavík. Toppen på Hádegishnúkur är 460 meter över havet.
Trakten runt Hádegishnúkur är nära nog obefolkad, med mindre än två invånare per kvadratkilometer. Det finns inga samhällen i närheten.